# Parafia św. Antoniego Padewskiego w Gądkowicach
Parafia św. Antoniego Padewskiego w Gądkowicach – parafia rzymskokatolicka w dekanacie Zduny diecezji kaliskiej.
Główną świątynią parafii jest neogotycki kościół św. Antoniego Padewskiego w Gądkowicach, zbudowany w 1890 i do września 1945 funkcjonujący jako zbór ewangelicki. W parafii użytkowane są również świątynie we wsiach Kolęda (Kościół Podwyższenia Krzyża Świętego, wybudowany w 1925) i Wróbliniec (Kościół Wniebowstąpienia Pana Jezusa, świątynia poprotestancka z 1912). Parafia korzysta również z kaplic w Henrykowicach (kaplica pw. Maryi Królowej Polski) i Ostrowąsach.

## Proboszczowie
- Ks. Kazimierz Korfanty 1946–1953
- Ks. Szymon Lewicki 1953–1957
- Ks. Stanisław Wlazło 1957–1965
- Ks. Kan. Jan Słomka 1965–1979
- Ks. Stanisław Mackiewicz 1979–1981
- Ks. Edward Ledniowski 1981–1985
- Ks. Tomasz Krawczyński 1985–1988
- Ks. Henryk Główka 1988–1994
- Ks. Ryszard Jaśkiewicz 1994
- Ks. Jan Matwijiszyn 1994–1999
- Ks. Grzegorz Jóźwicki 1999–2019
- Ks. Łukasz Przybyła 2019–2022
- Ks. Damian Weiss 2022–

## Zasięg parafii
Do parafii należą wierni z miejscowości: Bartniki, Borzynowo, Bracław, Gądkowice, Gądkowice-Leśniczówka, Gołkowo, Górale, Górka, Henrykowice, Joachimówka, Kolęda, Kopice, Latkowa, Lelików, Młodzianów, Ostrowąsy, Płonka, Potasznia, Wodników Górny, Wrocławice, Wrocławice-Osada, Wróbliniec, Wziąchowo Małe i Wziąchowo Wielkie.

## Grupy parafialne
- Służba Liturgiczna
- Żywy Różaniec
- Koło Misyjne
- Caritas Parafialna